# Đại sứ quán Cuba tại Washington, D.C.
Đại sứ quán Cuba tại Washington, D.C. là cơ quan đại diện ngoại giao của Cuba ở Hoa Kỳ. Đại sứ quán tọa lạc tại số 2630 Phố 16 Tây Bắc, thuộc khu Meridian Hill. Tòa nhà ban đầu được xây dựng vào năm 1917 đóng vai trò là đại sứ quán Cuba, cho đến khi nước Mỹ cắt đứt quan hệ với Cuba vào năm 1961.
Ngày 1 tháng 7 năm 2015, Tổng thống Mỹ Barack Obama tuyên bố chính thức khôi phục quan hệ ngoại giao giữa Hoa Kỳ và Cuba. Tòa nhà này tiếp tục vai trò là Đại sứ quán Cuba vào ngày 20 tháng 7 năm 2015.

## Lịch sử
Từ năm 1977 đến năm 2015, Đại sứ quán Cuba trước đây đặt Văn phòng Lợi ích Cuba tại Hoa Kỳ. Văn phòng Lợi ích này do người Cuba biên chế và hoạt động độc lập, nhưng về mặt chính thức nó là một phòng ban của đại sứ quán cường quốc bảo hộ. Từ năm 1977 đến năm 1991, nó hoạt động trong vai trò là Văn phòng Lợi ích Cuba thuộc Đại sứ quán Tiệp Khắc tại Hoa Kỳ. Năm 1991, chính phủ hậu Cộng sản Tiệp Khắc từ chối tiếp tục tài trợ cho Cuba. Từ năm 1991 đến năm 2015, Văn phòng Lợi ích Cuba hoạt động dưới sự chỉ đạo của Đại sứ quán Thụy Sĩ, cho đến khi quan hệ ngoại giao được thiết lập lại và tòa nhà tiếp tục vai trò là đại sứ quán Cuba.
Ngày 19 tháng 5 năm 1979, Omega 7 cho nổ một quả bom trong tòa nhà, gây thêm thiệt hại cho công sứ quán Litva bên cạnh.
Ngày 30 tháng 4 năm 2020, một tay súng đã nổ súng vào tòa nhà bằng súng trường kiểu AK-47. Không ai bị thương và tay súng, một người đàn ông 42 tuổi đến từ Aubrey, Texas, đã bị bắt. Mặc dù động cơ của tay súng chưa được biết chính thức nhưng một báo cáo của cảnh sát gọi đây là "tội ác đáng ngờ do thù hận".
Hai quả cocktail Molotov được ném vào đại sứ quán vào tháng 9 năm 2023, không gây thương tích hay thiệt hại đáng kể.

### Bổ nhiệm từ năm 1953
| Bổ nhiệm          | Thời kỳ                                  | Chức danh đại diện   |
| ----------------- | ---------------------------------------- | -------------------- |
| Đại sứ quán       | 1923 – 3 tháng 1 năm 1961                | Đại sứ               |
| Văn phòng Lợi ích | 1 tháng 9 năm 1977 – 20 tháng 7 năm 2015 | Trưởng đoàn lâm thời |
| Đại sứ quán       | 20 tháng 7 năm 2015 – nay                | Đại sứ               |

## Đại diện toàn quyền

### Trưởng Văn phòng Lợi ích Cuba: 1977–2015
- 1977–1989: Ramón Sánchez-Parodi Montoto
- 1989–1992: José Antonio Arbesú
- 1992–1998: Alfonso Fraga
- 1998–2001: Fernando Remírez de Estenoz Barciela
- 2001–2007: Dagoberto Rodríguez Barrera
- 2007–2012: Jorge Bolaños
- 2012–2015: José Ramón Cabañas Rodríguez[12]

### Đại sứ: 2015 – nay
- 2015–2020: José Ramón Cabañas Rodríguez
- 2020–nay: Lianys Torres Rivera